# 서두물항
서두물항은 인천광역시 강화군 길상면 동검리에 있는 어항이다. 2004년 1월 15일 어촌정주어항으로 지정하여 관리하고 있다. 시설관리자는 강화군수이다.

## 어항 구역
본 항의 어항구역은 다음과 같다.
- 수역: 본 선착장 기점 북동측 100m지점에서 선착장과 평행한 방향으로 600m이동하여 W방향으로 650m지점에서 직각으로 N방향 380m이동하여 해안선과 접속한 지점 선내의 구역[1]

## 어항 시설
- 물양장, 선착장

## 주요 어종
- 민물장어, 새우, 숭어, 망둥어